# Ford Konno
Ford Hiroshi Konno (Honolulu, 1 de janeiro de 1933) é um ex-nadador norte-americano. Ganhador de duas medalhas de ouro nos Jogos Olímpicos de Helsinque em 1952.
Foi recordista mundial dos 200 metros livres entre 1954 e 1955, dos 400 metros livres entre 1954 e 1956, e dos 800 metros livres entre 1951 e 1956.
É um membro do International Swimming Hall of Fame.